# Berenike-Inschrift

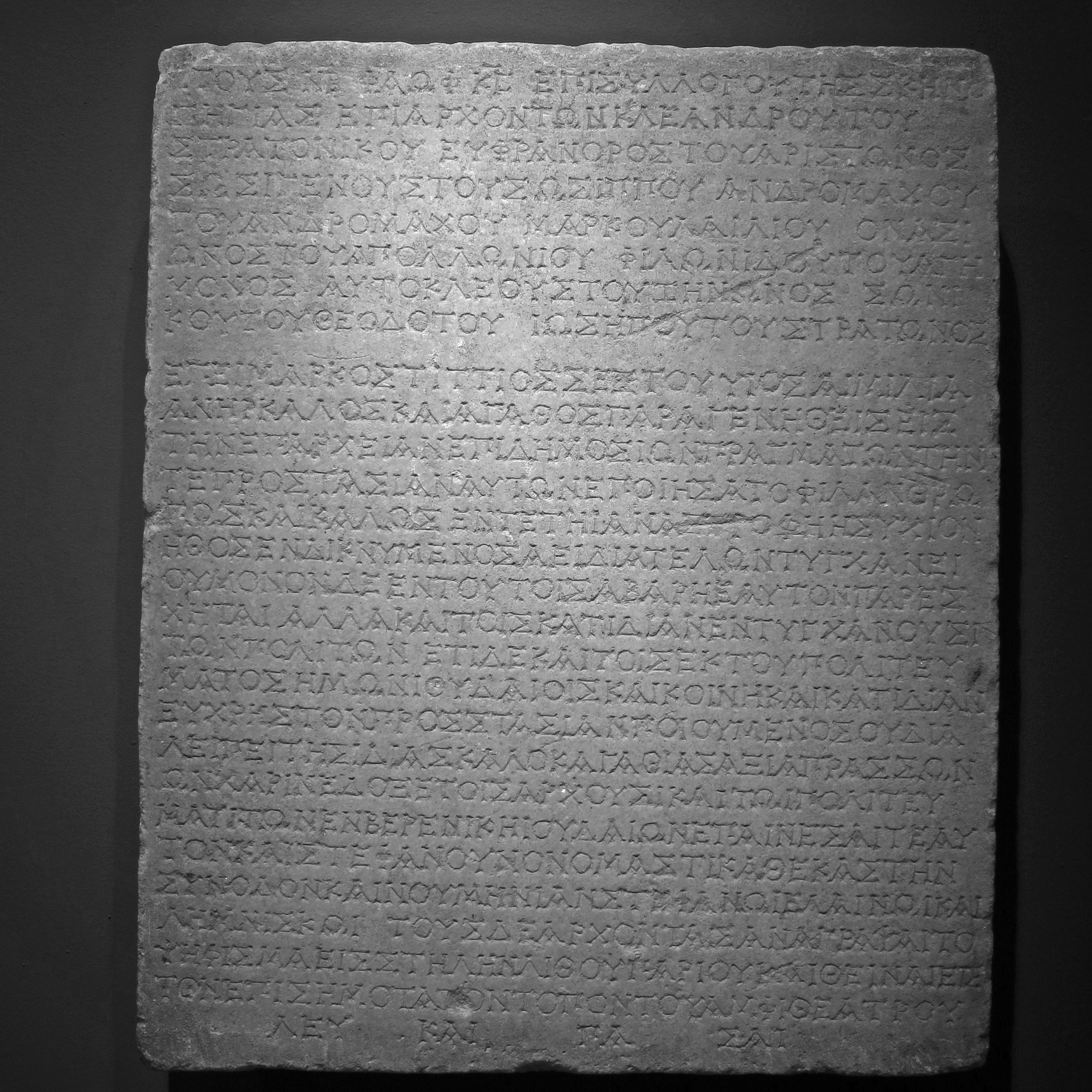
Berenike-Inschrift des Musée Saint-Raymond (Toulouse): Ehrendekret für Marcus Tittius

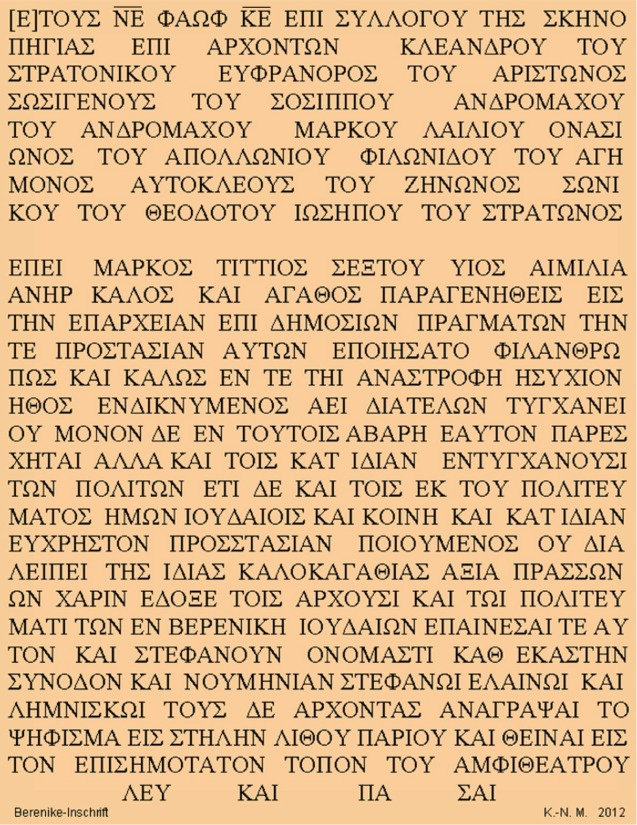
Griechischer Text des Ehrendekrets für Marcus Tittius, Abschrift des Originals im Musée Saint-Raymond (Toulouse)

Unter Berenike-Inschrift wird meist nur das Dekret des Politeuma der Juden von Berenike zu Ehren von Marcus Tittius, Sohn des Sextus verstanden, das heute im Musée Saint-Raymond von Toulouse aufbewahrt wird und auf 24/25 n. Chr. datiert ist. Tatsächlich sind in Berenike (Kyrenaika), dem heutigen Bengasi, über 30 Inschriften aus römischer Zeit gefunden worden. Von den vier umfangreicheren Inschriften sind drei jüdischen Ursprungs. Das Dekret des Politeuma der Juden von Berenike zu Ehren von Decimus Valerius Dionysios, Sohn des Gaius, eine Stele im Musée Lapidaire von Carpentras, ist rund 30 Jahre älter und das Verzeichnis der Spender für die Renovierung der Synagoge 30 Jahre jünger als das Dekret für den römischen Präfekten Marcus Tittius, Sohn des Sextus. Die beiden griechischsprachigen Ehrendekrete sind wichtige Zeugnisse für die Existenz eines jüdischen Politeuma im hellenistisch geprägten Berenike der frühen römischen Kaiserzeit.

## Ehrendekrete des jüdischen Politeuma von Berenike
Für keines der beiden Ehrendekrete ist der ursprüngliche Aufstellort in Berenike bekannt. Sie kamen ca. 1730 über einen Marseiller Antiquitätenhändler aus „Tripoly en Barbarie“ in die private Sammlung von Cardin Le Bret, Premierpräsident des „Parlement de Provence“ (königlicher Gerichtshofs in Aix-en-Provence) und erreichten erst nach mehreren Handwechseln ihre heutigen Standorte.

### Ehrendekret für Decimus Valerius Dionysius, Sohn des Gaius
Die Stele für den Juden Decimus Valerius Dionysius in Carpentras hat die Form einer hochkant stehenden rechteckigen Platte mit leicht verbreitertem Sockel und einem flachen Dreiecksgiebel, der an beiden Enden mit einem Akroter versehen ist (Höhe: 77 cm, Breite: 39 cm (unten) – 37 cm (oben), Dicke: 11 cm). Der Text füllt das Rechteck mit einem oberen Textblock von 21 Zeilen mit Buchstabenhöhe 1,0 cm und einem unteren Textblock von fünf Zeilen mit Buchstabenhöhe 1,5 cm. Die Stele aus parischem Marmor ist teilweise so stark beschädigt und verwittert, dass sie ohne Nutzung des gut lesbaren und sehr ähnlichen Ehrendekrets in Toulouse wohl nicht hätte entziffert werden können. Sie enthält auch nicht den Namen der Stadt Berenike im lesbaren Bereich. 
Auch das Jahr in der Datumsangabe der ersten Textzeile – in Form von zwei Buchstaben (mit Überstrich) nach dem milesischen Prinzip dargestellt – ist nicht eindeutig lesbar. Handelt es sich um KΕ, oder um KΓ , also um Jahr 23 oder 25, so würde dies bei Zugrundelegung der actischen Ära – sie zählt die Jahre seit der Schlacht bei Actium 31 v. Chr. – bedeuten, dass die Inschrift aus dem Jahr 9/8 oder 7/6 v. Chr. stammt. Auf das Jahr folgt die Angabe von Tag und Monat nach dem ägyptischen Kalender: „5. Phamenoth“ (1. oder 2. März).
Der Datumsangabe folgt die Auflistung der sieben Archonten, also des Leitungsgremiums des Politeuma, in deren Amtszeit die Auszeichnung beschlossen wurde, dann die allgemeine Würdigung des Laureaten und die spezielle Begründung der Ehrung damit, dass er „den Boden des Amphitheaters weißen und die Wände bemalen ließ“. Darauf folgen die Einzelheiten der beschlossenen Ehrung und das Ergebnis der Abstimmung über die vorgeschlagene Ehrung: „Alle (Stimmsteine) weiß“ – also einstimmig angenommen. 
„Da Decimus Valerius Dionysius des Gaius....stets ein edler und guter Mann (καλὸς καὶ ἀγαθός) ist....und Gutes tut, .... wo immer er es vermag, allgemein und privat, einem jeden der Bürger und darüber hinaus den Boden des Amphitheaters weißen und die Wände bemalen ließ, beschlossen die Archonten und das Politeuma der Juden von Berenike, ihn einzutragen in das .... der ...., und dass er befreit sein soll von allen öffentlichen Diensten, desgleichen ihn zu bekränzen bei jeder Zusammenkunft und (an jedem) Neumond mit einem Kranz aus Olivenzweigen und Wollband, namentlich. Diesen Beschluss mögen die Archonten aufschreiben lassen auf einer Stele aus parischem Stein und aufstellen lassen am auffallendsten Platz des Amphitheaters. Alle (Stimmsteine) weiss.“
Im zweiten Textblock, der durch einen Absatz und größere Schrift hervorgehoben ist, wird die spezielle Begründung der Ehrung wiederholt und ergänzt, dass der Laureat die Arbeiten auf seine Kosten als freiwilligen Beitrag für das Politeuma übernahm.
Dass Decimus Valerius Dionysius – trotz tria nomina – ein Jude sein könnte, lässt bereits das Cognomen Dionysius vermuten. Es ist bei Freigelassenen und bei Juden mit Römischem Bürgerrecht verbreitet. Dass der Geehrte tatsächlich ein Jude ist, geht dann aber erst aus der Passage hervor, „dass er befreit sein soll von allen öffentlichen Diensten“. Eine solche Verfügung des Politeuma konnte sich nur auf eine Freistellung von den Verpflichtungen beziehen, die Gemeindemitglieder gegenüber dem Politeuma hatten.

### Ehrendekret für Marcus Tittius, Sohn des Sextus
Der Beschluss zur Ehrung des Römers Marcus Tittius ist auf einer rechteckigen Platte aus parischem Marmor von 44 cm Höhe, 36 cm Breite und 2,8 cm Stärke eingraviert. Die 28-zeilige griechische Inschrift ist in 0,9 bis 1,1 cm hohen Buchstaben erstellt und sehr gut erhalten und lesbar. Aus der ersten Zeile ergibt sich als Datum des Ratsbeschlusses zur Errichtung der Stele der 25. Oktober des Jahres 24/25 n. Chr. Der Aufbau des Textes folgt genau dem Muster des oberen Textteils im Ehrendekret für Decimus Valerius Dionysius.
| Zeile | Griechischer Text (Transkription)              | Deutsche Übersetzung (möglichst zeilenkonform)                              |
| ----- | ---------------------------------------------- | --------------------------------------------------------------------------- |
| 01    | [Ἔτους] νε Φαῶφ κε, ἐπὶ συλλόγου τῆς σκηνο-    | Im Jahr 55, am 25. Phaoph, bei der Versammlung des Laubhütten-              |
| 02    | πηγίας, ἐπὶ ἀρχόντων: Κλεάνδρου τοῦ            | festes, unter dem Archontat von: Kleandros, Sohn des                        |
| 03    | Στρατονίκου, Εὐφράνορος τοῦ Ἀρίστωνος,         | Stratonikos, Euphranor, Sohn des Ariston,                                   |
| 04    | Σωσιγένους τοῦ Σωσίππου, Ἀνδρομάχου            | Sosigenes, Sohn des Sosippos, Andromachos,                                  |
| 05    | τοῦ Ἀνδρομάχου, Μάρκου Λαιλίου Ὀνασί-          | Sohn des Andromachos, Marcus Laelius Onasi-                                 |
| 06    | ωνος τοῦ Ἀπολλωνίου, Φιλωνίδου τοῦ Ἁγή-        | on, Sohn des Apollonios, Philonides, Sohn des Hage-                         |
| 07    | μονος, Αὐτοκλέους τοῦ Ζήνωνος, Σωνί-           | mon, Autokles, Sohn des Zenon, Soni-                                        |
| 08    | κου τοῦ Θεοδότου, Ἰωσήπου τοῦ Στράτωνος        | kos, Sohn des Theodotos, Josepos, Sohn des Straton:                         |
| 09    | ἐπεὶ Μᾶρκος Τίττιος Σέξτομ υἱὸς Αἰμιλία,       | Da Marcus Tittius, Sohn des Sextus, (aus der tribus) Aemilia,               |
| 10    | ἀνὴρ καλὸς καὶ ἀγαθὸς, παραγενηθεὶς εἰς        | ein edler und guter Mann, seit er antrat in                                 |
| 11    | τὴν ἐπαρχείαν ἐπὶ δημοσίων πραγμάτων τήν       | der Provinz über die öffentlichen Angelegenheiten (zu amten),               |
| 12    | τε προστασίαν αὐτῶν ἐποιήσατο φιλανθρώ-        | deren Leitung selbst gütig und recht ausübte                                |
| 13    | πως καὶ καλῶς ἐν τε τῆι ἀναστροφῆ ἡσύχιον      | und in seinem Verhalten seinen ruhigen                                      |
| 14    | ἦθος ἐνδ[ε]ικνύμενος* ἀεὶ διατελῶν τυγχάνει    | Charakter stets und unaufhörlich zeigt                                      |
| 15    | οὐ μόνον δὲ ἐν τούτοις ἀβαρῆ ἑαυτὸν παρέσ-     | und sich nicht nur darin (in öffentlichen Angelegenheiten) als angenehm er- |
| 16    | χηται ἀλλὰ καὶ τοῖς κατ’ ἰδίαν ἐντυγχάνουσι    | wiesen hat, sondern auch gegenüber den sich privat an ihn wendenden         |
| 17    | τῶν πολιτῶν ἔτι δὲ καὶ τοῖς ἐκ τοῦ πολιτεύ-    | Bürgern, und da er außerdem gegenüber den Juden                             |
| 18    | ματος ἡμῶν Ἰουδαίοις καὶ κοινῆ καὶ κατ’ ἰδίαν  | unseres Politeumas sowohl öffentlich als auch privat                        |
| 19    | εὔχρηστον προσστασίαν ποιούμενος οὐ δια-       | eine sehr nützliche Leitung ausübt, und so nicht auf-                       |
| 20    | λείπει τῆς ἰδίας καλοκἀγαθίας ἄξια πράσσων     | hört sein eigenes Verhalten würdig zu wählen gemäß                          |
| 21    | ὧν χάριν ἔδοξε τοῖς ἄρχουσι καὶ τῶι πολιτεύ-   | seiner Verdienste, erschien es gut den Archonten und dem Politeu-           |
| 22    | ματι τῶν ἐν Βερενίκη Ἰουδαίων ἐπαινέσαι τε αὐ- | ma der Juden in Berenike, ihn zu loben                                      |
| 23    | τὸν καὶ στεφανοῦν ὀνομαστὶ καθ’ ἑκάστην        | und zu bekränzen, namentlich, bei jeder                                     |
| 24    | σύνοδον καὶ νουμηνίαν στεφάνωι ἐλαίνωι καὶ     | Zusammenkunft und (an jedem) Neumond mit einem Kranz aus Olivenzweigen und  |
| 25    | λημνίσκωι τοὺς δὲ ἄρχοντας ἀναγράψαι τὸ        | Wollband, und dass die Archonten aufschreiben lassen                        |
| 26    | ψήφισμα εἰς στήλην λίθου παρίου καὶ θεῖναι εἰς | den Beschluss auf einer Stele aus parischem Stein und aufstellen lassen am  |
| 27    | τὸν ἐπισημότατον τόπον τοῦ ἀμφιθεάτρου         | auffallendsten Platz des Amphitheaters.                                     |
| 28    | Λευ- καὶ πᾶ- σαι                               | weiß: alle (Stimmsteine)                                                    |
|       |                                                |                                                                             |
|       | * Zeile 14:ἐνδ[ε]ικνύμενος                     | Quellen : E. Schürer, J. und G. Roux, G. Lüderitz, B. Le Guen               |
|       | fehlendes ε (Steinmetzfehler)                  |                                                                             |

Dass es sich bei dem geehrten Präfekten um einen Römer handelt, legt sein hohes Amt nahe und belegt die Angabe seiner Tribus, nämlich Aemilia. Auch seine Ehrung wird breit bis redundant begründet, und „die Archonten und das Politeuma“ beschlossen sie einstimmig („Alle (Stimmsteine) weiß“). Das Ehrendekret soll „am auffallendsten Platz des Amphitheaters“ aufgestellt werden – genau wie das auch bezüglich der Stele für Decimus Valerius Dionysios verfügt worden war. Da man aber (bisher) kein Amphitheater in Berenike gefunden hat, ist die Hypothese gerechtfertigt, dass mit „Amphitheater“ wohl eher ein Versammlungsgebäude mit rundem Zuschauerraum bezeichnet wurde, das den Archonten und dem Politeuma für Beratungen zur Verfügung stand. Ein solcher eigener Versammlungsort wäre immerhin ein Beleg für eine gute finanzielle Situierung des Politeuma. Anderenfalls wäre die Inschrift aber der Beweis für eine ungewöhnliche Kooperation von Polis und Politeuma: die Juden hätten demnach ihre Versammlungen in einem bedeutenden öffentlichen Gebäude der Stadt abhalten dürfen – und dafür zu dessen Unterhalt beitragen müssen.

### Geschichtliche Einordnung der Ehrendekrete
Bezüglich Form und Inhalt gehören die beiden Inschriften in die Kategorie der griechischen Ehrendekrete, die von der Mitte des 6. Jahrhunderts v. Chr. bis in die späte römische Kaiserzeit im östlichen Mittelmeerraum weit verbreitet waren. Dieser Zeitraum lässt sich über die Form der Buchstaben und die umfangreichen Begründungen der Ehrungen weiter einengen und mit der aus dem Text ermittelten Datierung der Inschriften in Übereinstimmung bringen. Ebenfalls kennzeichnend für die Periode des späten Hellenismus und der Kaiserzeit ist, dass in beiden Inschriften dem Laureaten die Eigenschaften καλὸς κἀγαθός (kalos kagathos) zugestanden wurden, ein Begriff, der in klassischer Zeit nur den idealen Mann benannte.
Griechisch ist die beiden Laureaten zugesicherte Ehrung, sie in einer Art liturgischer Handlung bei jeder Zusammenkunft und an jedem Neumond „mit einem Kranz aus Olivenzweigen und Wollband zu bekränzen, namentlich.“ Auf den römischen Präfekten soll jeweils zusätzlich eine Lobrede gehalten werden. Dem Juden Dionysios wurde mit Privilegien gedankt.
Nur in einer weiteren Inschrift, die in der Nähe von Kyrene gefunden wurde, ist die Erwähnung eines Abstimmungsergebnisses über eine Ehrung in gleicher Form wie in den beiden Ehrendekreten von Berenike nachgewiesen. Es handelt sich hierbei also offensichtlich um eine lokale Sitte in der Kyrenaika. Von den 31 Namen (inkl. Patronyme) der in den beiden Ehrendekreten erwähnten Juden sind 28 griechisch oder römisch, nur Josepos (Ἰωσηπος) ist eindeutig jüdisch und wahrscheinlich auch Theodotos (Θεόδοτος) und Simon (Σίμων).
Die beiden Stelen sind als einzige heute materiell erhaltene jüdische Inschriften von Berenike wichtige Zeugen jüdischen Lebens in dieser hellenistisch geprägten Stadt zu römischer Zeit. Vor allem gehören sie zu den raren Beweisen für die Existenz einer jüdischen Selbstverwaltung (Politeuma) in den Städten des ptolemäischen Reichs und für deren Fortbestehen bis in die römische Kaiserzeit. Sie berichten von einem offensichtlich wohlhabenden Judentum, das bezüglich Sprache, Namen und Bräuchen sehr stark hellenisiert war und in hellenistischer Manier diejenigen auszeichnete, die sich um das gute Funktionieren des Zusammenlebens verdient gemacht hatten, sei es durch Euergetismus oder durch uneigennützige Freigiebigkeit.
Dass der römische Präfekt wegen seiner gütigen, angenehmen und humanen Art im Umgang mit den Juden des Politeuma geehrt wird, erinnert heute daran, dass in dieser Zeit Rom wiederholt schlichtend in Auseinandersetzungen zwischen Griechen und Juden in der Kyrenaika eingreifen und die Juden in Schutz nehmen musste. So bestätigte Kaiser Augustus den Juden das Recht freier Religionsausübung, erlaubte ausdrücklich die umstrittene Abführung von Tempelgeldern nach Jerusalem und erklärte, deren Entwendung sei als Tempelraub zu bestrafen. Die Eskalation dieses Konflikts führte im Diasporaaufstand von 115–117 n. Chr. zu einem großen Blutbad der Juden an der griechischen und römischen Bevölkerung und letztlich zur Dezimierung der jüdischen Bevölkerung in der Kyrenaika, in Ägypten und in Zypern.

## Spenderliste für die Renovierung der Synagoge
Die Marmortafel mit der Spenderliste für die Renovierung der Synagoge von Berenike ist zwar gut dokumentiert, aber leider verschollen. Auch bei dieser Inschrift ist der ursprüngliche Aufstellort in Berenike nicht bekannt. Sie wurde wiederverwendet gefunden und ist unten abgeschnitten. Der Text beginnt wie folgt:
Im 2. Jahr des Nero Claudius Caesar Drusus
Germanicus Imperator, am 6. (?) Choiak:
Es gefiel der Gemeinde (συναγωγή) der Juden in Berenike,
die Spender für die Ausbesse-
rung der Synagoge, sie aufzuschreiben auf eine Ste-
le aus parischem Stein:
.....
Es folgen dann zwei parallel angeordnete Spalten von Zeilen mit Namen, Vaternamen, Funktion und Spendenbetrag. Die erste Spalte besteht aus 14 Zeilen, von denen nur die letzte nicht lesbar ist. Die zweite ist insgesamt weitgehend unlesbar. Die ersten zehn Spender sind als Archon bezeichnet, es folgen ein Priester (ἰερεύς) und dann Spender ohne Funktionsangabe. 
Die Inschrift stammt aus dem Jahr 55/56 n. Chr. Sie erwähnt zwar zehn Archonten, aber nicht den staatsrechtlich wichtigen Begriff „Politeuma“ – die Gemeinde bezeichnet sich vielmehr nur als „Synagoge“ (Versammlung). Auch ist die Sprache der Inschrift weniger gewählt und korrekt als in den beiden früheren Inschriften. Es mag sein, dass die Gemeinde trotz einer gestiegenen Anzahl von Archonten eine schwierigere Zeit durchlebte.